# In Again, Out Again (film 1917)
In Again, Out Again è un cortometraggio muto del 1917 diretto da Al Christie (con il nome Al E. Christie).

## Produzione
Il film fu prodotto dalla Nestor Film Company e dalla Universal Film Manufacturing Company.

## Distribuzione
Distribuito dall'Universal Film Manufacturing Company, uscì nelle sale cinematografiche USA il 23 marzo 1917.